# Taru Valjakka
Taru Aura Helena Valjakka, née le 16 septembre 1938 à Helsinki (Finlande), est une chanteuse d'opéra soprano et musicologue finlandaise.

## Biographie
Taru Valjakka étudie le violon à l'Académie Sibelius où elle obtient un diplôme de chant en 1963 puis est diplômée de l'école de musique de l'école en 1964.
Dès 1964, elle donne des concerts dans la plupart des pays européens, en Amérique du Nord et du Sud ainsi qu'au Kazakhstan. En 1967, elle remporte le deuxième prix du concours international de chant à Rio de Janeiro. Elle est soliste sur les scènes finlandaises dès 1969, où elle interprète des rôles de soprano tels que Mimi dans La Bohème et de la comtesse Donna Anna dans Le Mariage de Figaro, ainsi que des rôles dans des opéras domestiques contemporains (Juha (fi) de Merikanto, Ratsumies (fi) de Sallinen, Punainen viiva (fi) de Sallinen, Silkkirumpu). À l'opéra de Savonlinna, elle chante Senta dans Le Hollandais volant (Der fliegende Holländer) de Wagner. Elle participe à des opéras à l'étranger, notamment à Linz, à Berlin et au Teatro Colón à Buenos Aires.
Elle a participé à des enregistrements d'opéras, notamment, en plus d'œuvres nationales, à Lady Macbeth du district de Mtsensk de Chostakovitch où elle chante le rôle de Aksinia.